# Grand Prix de Macao de Formule 3 2008
Le Grand Prix de Macao de Formule 3 2008 est la 55e édition de l'épreuve macanaise réservée aux monoplaces de Formule 3. Elle s'est déroulée du 13 au 16 novembre 2008 sur le tracé urbain de Guia.

## Engagés
| Écurie                     | Voiture                | no | Pilotes              |
| -------------------------- | ---------------------- | -- | -------------------- |
| TOM'S                      | Dallara Toyota-Tom's   | 1  | Carlo Van Dam        |
| TOM'S                      | Dallara Toyota-Tom's   | 2  | Keisuke Kunimoto     |
| Carlin Motorsport          | Dallara Mercedes-HWA   | 3  | Oliver Turvey        |
| Carlin Motorsport          | Dallara Mercedes-HWA   | 4  | Jaime Alguersuari    |
| Carlin Motorsport          | Dallara Mercedes-HWA   | 5  | Brendon Hartley      |
| Carlin Motorsport          | Dallara Mercedes-HWA   | 6  | Marcus Ericsson      |
| Signature-Plus             | Dallara Volkswagen     | 7  | Edoardo Mortara      |
| Signature-Plus             | Dallara Volkswagen     | 8  | Congfu Cheng         |
| Signature-Plus             | Dallara Volkswagen     | 9  | Mika Mäki            |
| Raikkonen-Robertson Racing | Dallara Mercedes-HWA   | 10 | Atte Mustonen        |
| Raikkonen-Robertson Racing | Dallara Mercedes-HWA   | 11 | Roberto Streit (en)  |
| Raikkonen-Robertson Racing | Dallara Mercedes-HWA   | 12 | Michael Ho           |
| ART Grand Prix             | Dallara Mercedes-HWA   | 14 | Jules Bianchi        |
| ART Grand Prix             | Dallara Mercedes-HWA   | 15 | James Jakes          |
| Prema Powerteam            | Dallara Mercedes-HWA   | 16 | Renger Van der Zande |
| Prema Powerteam            | Dallara Mercedes-HWA   | 17 | Stefano Coletti      |
| Hitech Racing              | Dallara Mercedes-HWA   | 18 | Max Chilton          |
| Hitech Racing              | Dallara Mercedes-HWA   | 19 | Walter Grubmüller    |
| Hitech Racing              | Dallara Mercedes-HWA   | 20 | Roberto Merhi        |
| Manor Motorsport           | Dallara Mercedes-HWA   | 21 | Sam Bird             |
| Manor Motorsport           | Dallara Mercedes-HWA   | 22 | Kazuya Oshima        |
| Manor Motorsport           | Dallara Mercedes-HWA   | 23 | Jon Lancaster        |
| Now Motor Sport            | Dallara Toyota-Tom's   | 24 | Kei Cozzolino        |
| Le Beausset Motorsport     | Dallara Toyota-Tom's   | 25 | Koki Saga            |
| Ombra Racing               | Dallara Honda-Mugen NB | 26 | Masaki Matsushita    |
| Ombra Racing               | Dallara Honda-Mugen NB | 27 | James Winslow        |
| HBR Motorsport             | Dallara Mercedes-HWA   | 28 | Daniel Campos-Hull   |
| HBR Motorsport             | Dallara Mercedes-HWA   | 29 | Basil Shaaban        |
| RC Motorsport              | Dallara Volkswagen     | 30 | Laurens Vanthoor     |
| RC Motorsport              | Dallara Volkswagen     | 31 | Nicola De Marco      |

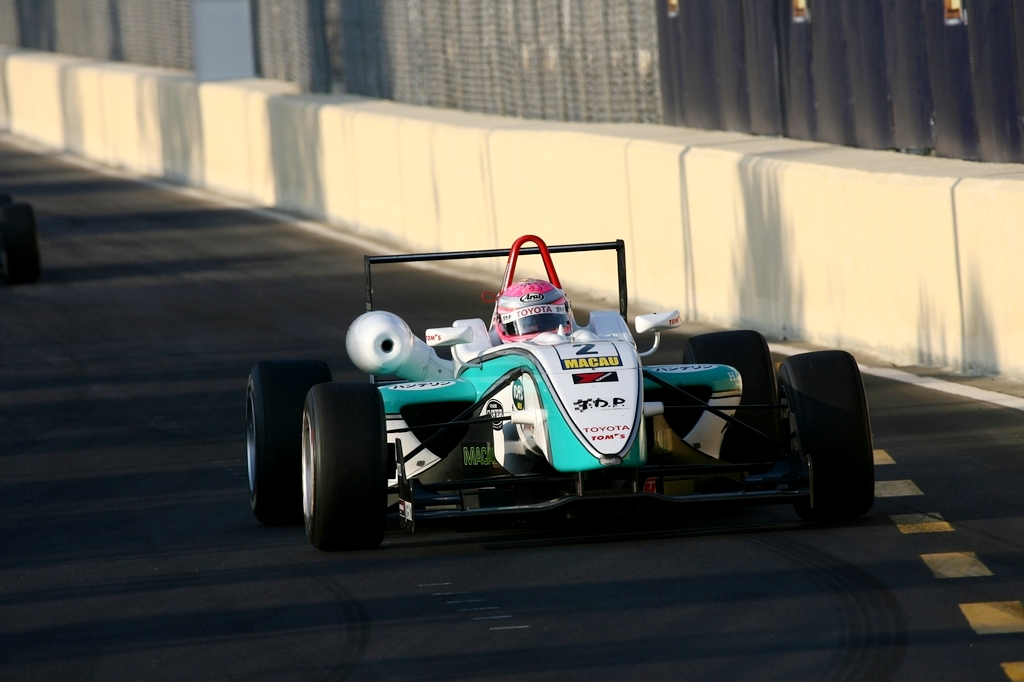
Keisuke Kunimoto remporte l'édition 2008 du Grand Prix de Macao de Formule 3.

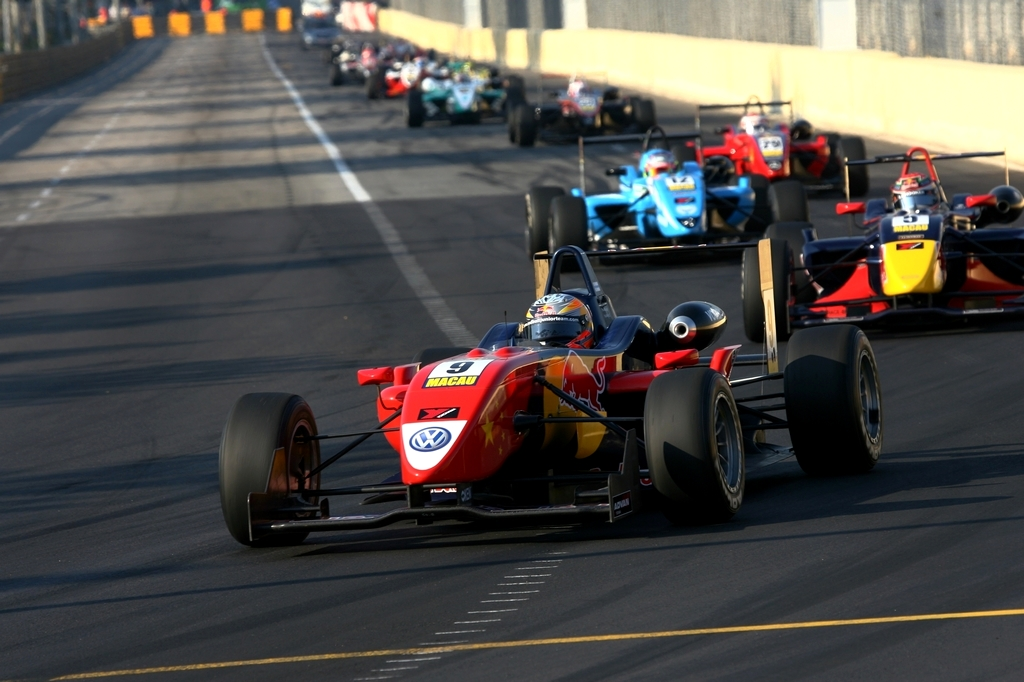
Le peloton de la course, mené par le Finlandais Mika Mäki.

Note : Les châssis sont tous identiques (Dallara F308). À noter également l'absence du champion de la F3 Euro Series, Nico Hülkenberg.

## Qualification
La grille de départ a été déterminée par une course qualificative de 10 tours remportée par l'Italien Edoardo Mortara en 29 min 20 s 769.
| 1re ligne : | 1re ligne : | 1.Edoardo Mortara ( Italie)         | 2.Keisuke Kunimoto ( Japon)            |
| 2e ligne :  | 2e ligne :  | 3.Roberto Streit (en) ( Brésil)     | 4.Oliver Turvey ( Royaume-Uni)         |
| 3e ligne :  | 3e ligne :  | 5.Sam Bird ( Royaume-Uni)           | 6.Jaime Alguersuari ( Espagne)         |
| 4e ligne :  | 4e ligne :  | 7.Stefano Coletti ( Monaco)         | 8.Marcus Ericsson ( Suède)             |
| 5e ligne :  | 5e ligne :  | 9.Daniel Campos-Hull ( Espagne)     | 10.Kei Cozzolino ( Italie)             |
| 6e ligne :  | 6e ligne :  | 11.James Winslow ( Royaume-Uni)     | 12.Laurens Vanthoor ( Belgique)        |
| 7e ligne :  | 7e ligne :  | 13.Jon Lancaster ( Royaume-Uni)     | 14.Koki Saga ( Japon)                  |
| 8e ligne :  | 8e ligne :  | 15.Walter Grubmüller ( Autriche)    | 16.Mika Mäki ( Finlande)               |
| 9e ligne :  | 9e ligne :  | 17.Roberto Merhi ( Espagne)         | 18.Masaki Matsushita ( Japon)          |
| 10e ligne : | 10e ligne : | 19.Nicola De Marco ( Italie)        | 20.Brendon Hartley ( Nouvelle-Zélande) |
| 11e ligne : | 11e ligne : | 21.Michael Ho ( Macao)              | 22.Basil Shaaban ( Liban)              |
| 12e ligne : | 12e ligne : | 23.Kazuya Oshima ( Japon)           | 24.Carlo Van Dam ( Pays-Bas)           |
| 13e ligne : | 13e ligne : | 25.Renger Van der Zande ( Pays-Bas) | 26.James Jakes ( Royaume-Uni)          |
| 14e ligne : | 14e ligne : | 27.Max Chilton ( Royaume-Uni)       | 28.Jules Bianchi ( France)             |
| 15e ligne : | 15e ligne : | 29.Cheng Cong Fu ( Chine)           | 30.Atte Mustonen ( Finlande)           |

## Classement
| Pos. | no | Pilote               | Voiture              | Tours | Temps/Abandon   | Gain de place |
| ---- | -- | -------------------- | -------------------- | ----- | --------------- | ------------- |
| 1    | 2  | Keisuke Kunimoto     | Dallara Toyota-Tom's | 15    | 41 min 01 s 864 | +1            |
| 2    | 7  | Edoardo Mortara      | Dallara Volkswagen   | 15    | +1 s 710        | -1            |
| 3    | 5  | Brendon Hartley      | Dallara Mercedes-HWA | 15    | +4 s 006        | +17           |
| 4    | 9  | Mika Mäki            | Dallara Volkswagen   | 15    | +8 s 442        | +12           |
| 5    | 16 | Renger Van der Zande | Dallara Mercedes-HWA | 15    | +10 s 276       | +20           |
| 6    | 30 | Laurens Vanthoor     | Dallara Volkswagen   | 15    | +12 s 975       | +6            |
| 7    | 3  | Oliver Turvey        | Dallara Mercedes-HWA | 15    | +13 s 134       | -3            |
| 8    | 19 | Walter Grubmüller    | Dallara Mercedes-HWA | 15    | +14 s 695       | +7            |
| 9    | 14 | Jules Bianchi        | Dallara Mercedes-HWA | 15    | +18 s 725       | +19           |
| 10   | 4  | Jaime Alguersuari    | Dallara Mercedes-HWA | 15    | +20 s 801       | -4            |
| 11   | 23 | Jon Lancaster        | Dallara Mercedes-HWA | 15    | +20 s 898       | +2            |
| 12   | 15 | James Jakes          | Dallara Mercedes-HWA | 15    | +21 s 418       | +14           |
| 13   | 8  | Cheng Cong Fu        | Dallara Volkswagen   | 15    | +22 s 404       | +16           |
| 14   | 18 | Max Chilton          | Dallara Mercedes-HWA | 15    | +22 s 604       | +13           |
| 15   | 24 | Kei Cozzolino        | Dallara Toyota-Tom's | 15    | +23 s 270       | -5            |
| 16   | 22 | Kazuya Oshima        | Dallara Mercedes-HWA | 15    | +23 s 930       | -7            |
| 17   | 28 | Daniel Campos-Hull   | Dallara Mercedes-HWA | 15    | +24 s 997       | -8            |
| 18   | 10 | Atte Mustonen        | Dallara Mercedes-HWA | 15    | +33 s 744       | +12           |
| 19   | 31 | Nicola De Marco      | Dallara Volkswagen   | 15    | +46 s 527       | =             |
| 20   | 12 | Michael Ho           | Dallara Mercedes-HWA | 15    | +51 s 739       | +1            |
| Abd. | 17 | Stefano Coletti      | Dallara Mercedes-HWA | 11    | Retrait         | -14           |
| Abd. | 29 | Basil Shaaban        | Dallara Mercedes-HWA | 10    | Retrait         | =             |
| Abd. | 1  | Carlo Van Dam        | Dallara Toyota-Tom's | 7     | Retrait         | +1            |
| Abd. | 20 | Roberto Merhi        | Dallara Mercedes-HWA | 6     | Retrait         | -7            |
| Abd. | 26 | Massaki Matsushita   | Dallara Honda-Mugen  | 6     | Retrait         | -7            |
| Abd. | 27 | James Winslow        | Dallara Honda-Mugen  | 5     | Retrait         | -15           |
| Abd. | 25 | Koki Saga            | Dallara Toyota-Tom's | 2     | Retrait         | -13           |
| Abd. | 6  | Marcus Ericsson      | Dallara Mercedes-HWA | 0     | Retrait         | -20           |
| Abd. | 11 | Roberto Streit (en)  | Dallara Mercedes-HWA | 0     | Retrait         | -26           |
| Abd. | 21 | Sam Bird             | Dallara Mercedes-HWA | 0     | Retrait         | -25           |

Légende :
- Ab. = Abandon
- Meilleur tour : Brendon Hartley en 2 min 12 s 565 au 15e et dernier tour.